# Fairfield Challenger
Il Fairfield Challenger è un torneo professionistico di tennis giocato su campi in cemento, facente parte dell'ATP Challenger Tour. Si gioca annualmente al Solano Community College di Fairfield (California) negli Stati Uniti dal 2015. 

## Albo d'oro

### Singolare
| Anno      | Campione              | Finalista           | Punteggio     |
| --------- | --------------------- | ------------------- | ------------- |
| 2024      | Learner Tien          | Bernard Tomić       | 6–0, 6–1      |
| 2023      | Zachary Svajda        | Nishesh Basavareddy | 6–4, 6–1      |
| 2022      | Michael Mmoh          | Gabriel Diallo      | 6–3, 6–2      |
| 2021 2020 | Non disputato         | Non disputato       | Non disputato |
| 2019      | Christopher O'Connell | Steve Johnson       | 6–4, 6–4      |
| 2018      | Bjorn Fratangelo      | Alex Bolt           | 6–4, 6–3      |
| 2017      | Mackenzie McDonald    | Bradley Klahn       | 6–4, 6–2      |
| 2016      | Santiago Giraldo      | Quentin Halys       | 4–6, 6–4, 6–2 |
| 2015      | Taylor Fritz          | Dustin Brown        | 6–3, 6–4      |

### Doppio
| Anno      | Campioni                               | Finalisti                                   | Punteggio         |
| --------- | -------------------------------------- | ------------------------------------------- | ----------------- |
| 2024      | Ryan Seggerman Patrik Trhac            | Gabi Adrian Boitan Bruno Kuzuhara           | 6–2, 3–6, [10–5]  |
| 2023      | Evan King Reese Stalder                | Vasil Kirkov Denis Kudla                    | 7–5, 6–3          |
| 2022      | Julian Cash Henry Patten               | Anirudh Chandrasekar Vijay Sundar Prashanth | 6–3, 6–1          |
| 2021 2020 | Non disputato                          | Non disputato                               | Non disputato     |
| 2019      | Darian King Peter Polansky             | André Göransson Sem Verbeek                 | 6–4, 3–6, [12–10] |
| 2018      | Sanchai Ratiwatana Christopher Rungkat | Harri Heliövaara Henri Laaksonen            | 6–0, 7–6(9)       |
| 2017      | Luke Bambridge David O'Hare            | Akram El Sallaly Bernardo Oliveira          | 6–4, 6–2          |
| 2016      | Brian Baker Mackenzie McDonald         | Sekou Bangoura Eric Quigley                 | 6–3, 6–4          |
| 2015      | Johan Brunström Frederik Nielsen       | Carsten Ball Dustin Brown                   | 6–3, 5–7, [10–5]  |